# Vila Cã
Vila Cã es una freguesia portuguesa del municipio de Pombal, en el distrito de Leiría con 30,35 km² de superficie y 1659 habitantes (2011). Su densidad de población es de 54,7 hab/km².
Situada a 8 km de la capital del municipio y constituida como freguesia el 7 de septiembre de 1935, su nombre oficial hasta el 22 de agosto de 2003 era Vila Chã.